# Bojni brodovi klase Littorio
Littorio (često nazivana i Vittorio Veneto, oba broda su imala kobilice postavljene istog dana, 28. listopada 1934.), naziv je za glavnu klasu bojnih brodova koje je talijanska mornarica imala u 2. svjetskom ratu. Klasa je uključivala brodove Vittorio Veneto i Rome. Oba su broda oštetile snage Britanske ratne mornarice u poznatom napadu na Taranto, a sudjelovali su i u većini bitaka između Britanije i Italije u Sredozemlju.

## Brodovi
- Littorio
- Vittorio Veneto
- Roma
- Impero (nedovršen)

## Vanjske poveznice
- Klasa Littorio